# Слабожаны
Слабожа́ны (бел. Слабажаны) — деревня в Барановичском районе Брестской области Белоруссии. Входит в состав Городищенского сельсовета. Население — 0 человек (2023).

## География
Расположена в 22,5 км (31 км по автодорогам) к северо-северо-западу от центра Барановичей, на расстоянии 6,5 км (7,5 км по автодорогам) к западу от центра сельсовета, городского посёлка Городище.
К северу от деревни находится Бовдиловское болото.

## История
В 1798 году деревня называлась Бовдиловцы.
В 1909 году — деревня Городищенской волости Новогрудского уезда Минской губернии, 24 двора.
После Рижского мирного договора 1921 года — в составе Городищенской гмины Барановичского повета Новогрудского воеводства Польши, 25 дворов.
С 1939 года — в составе БССР, с конца июня 1941 года до начала июля 1944 года оккупирована немецко-фашистскими войсками.
В 1940–62 годах — в Городищенском районе Барановичской, с 1954 года Брестской области. Затем передана Барановичскому району.
С 1964 года — нынешнее название.
С 1970 по 1979 годы находилась в составе Зелёновского сельсовета.
В 2013 году передана из упразднённого Гирмантовского сельсовета в Городищенский.

## Население
По состоянию на 1 января 2023 года в деревне проживало 0 человек в 0 хозяйствах. 
| Численность населения (по переписи) | Численность населения (по переписи) | Численность населения (по переписи) | Численность населения (по переписи) | Численность населения (по переписи) | Численность населения (по переписи) |
| 1909                                | 1921                                | 1970                                | 1999                                | 2009                                | 2019                                |
| ----------------------------------- | ----------------------------------- | ----------------------------------- | ----------------------------------- | ----------------------------------- | ----------------------------------- |
| 159                                 | ↗165                                | ↘124                                | ↘24                                 | ↘18                                 | ↘0                                  |